# Hans Stefan Steinheuer

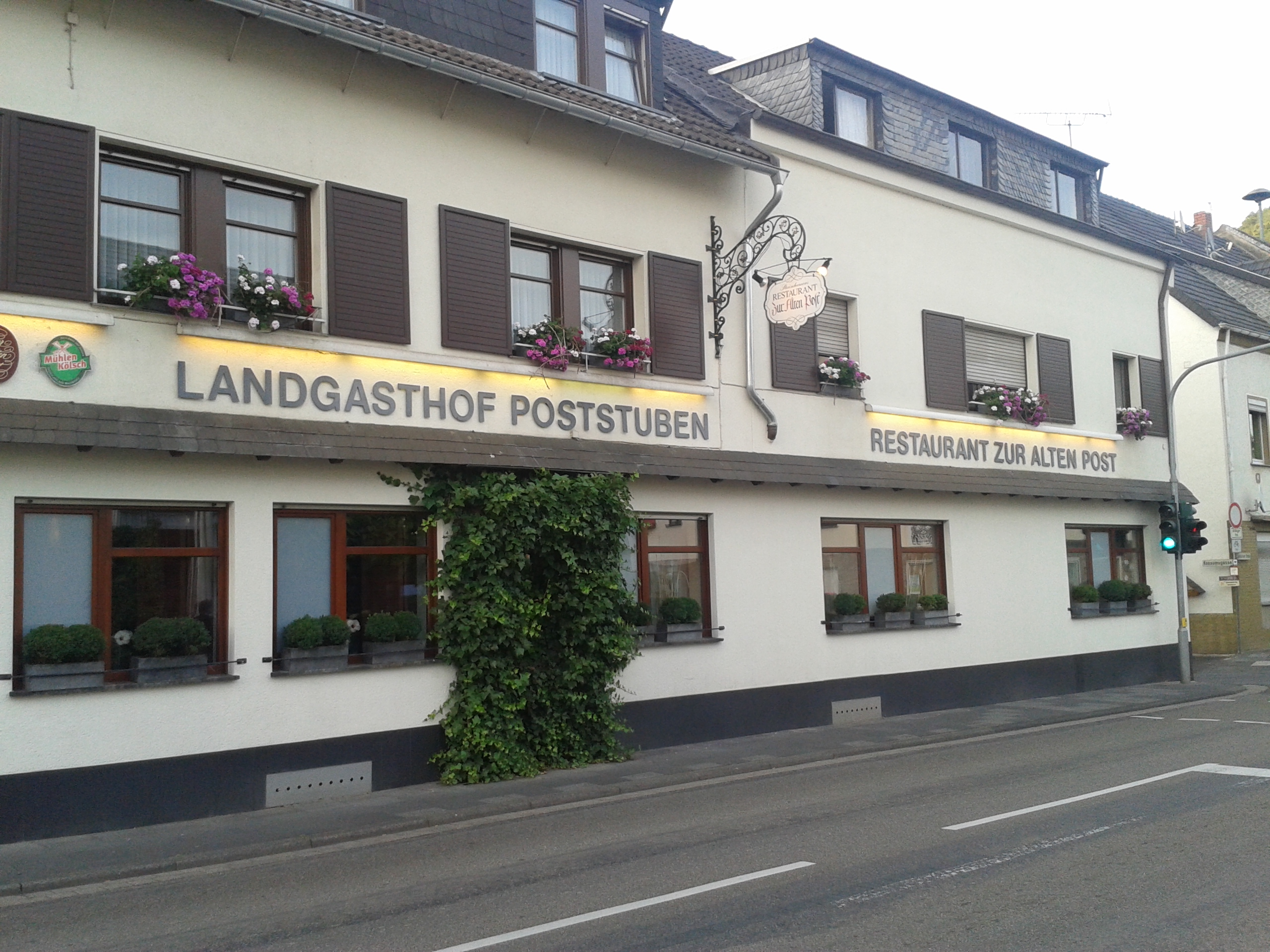
Steinheuers Restaurants in Heppingen

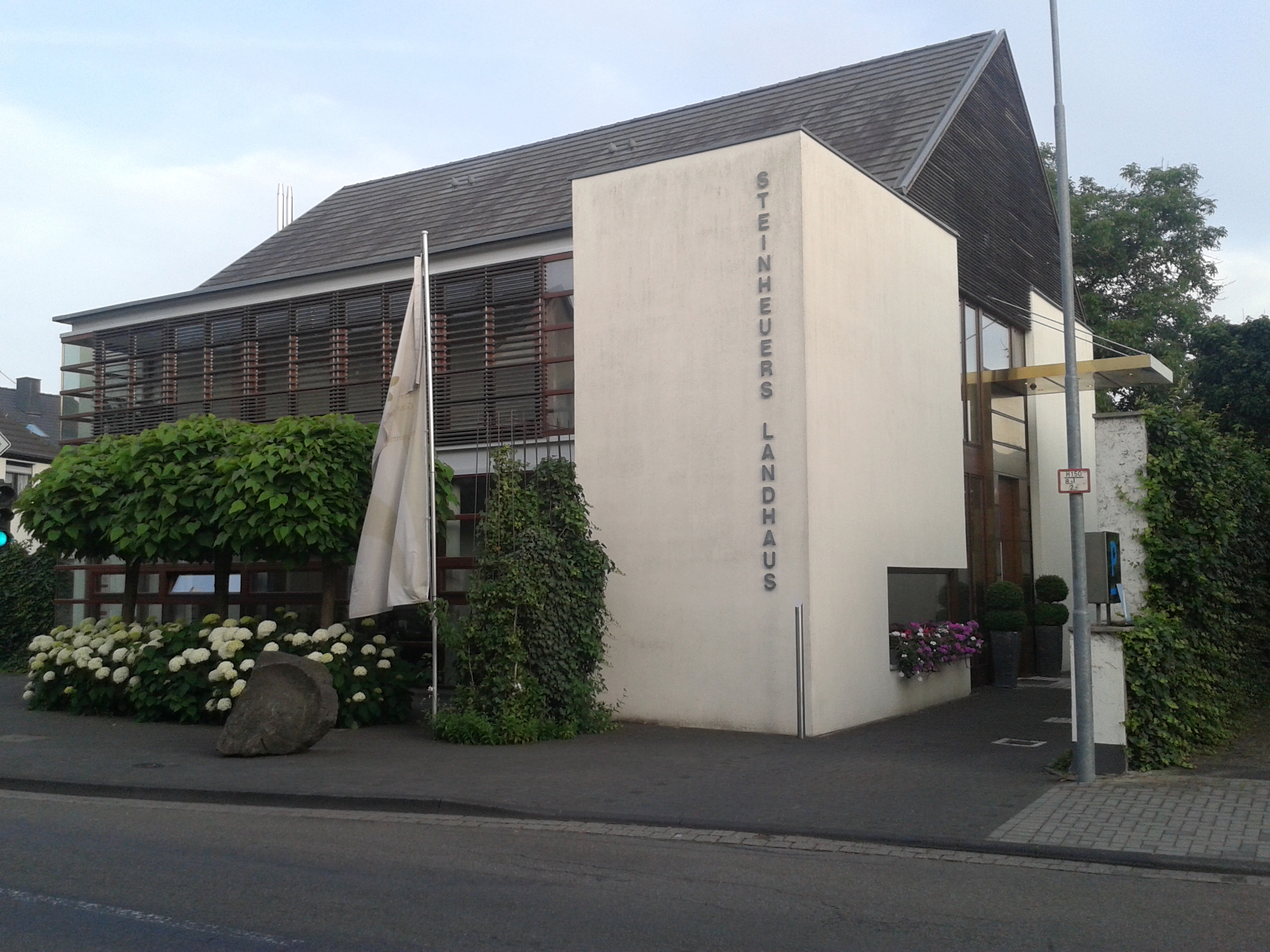
Steinheuers Hotel in Bad Neuenahr

Hans Stefan Steinheuer (* 22. Februar 1959 in Bad Neuenahr) ist ein deutscher Koch.

## Werdegang
Steinheuer machte seine Ausbildung zum Koch von 1976 bis 1978 im Gut Schwarzenbruch in Stolberg (Rheinland). Daran anschließend kochte er bis 1979 im Hotel-Restaurant Erbprinz in Ettlingen. Von 1981 bis 1983 arbeitete er in den Schweizer Stuben in Wertheim als Souschef unter  Jörg Müller und  Dieter Müller. 1985 übernahm er den elterlichen Landgasthof Zur Alten Post in Bad Neuenahr. In seinem zweiten Restaurant, dem Landgasthof Poststuben, bietet die Küche einfachere, teils typisch regionale Gerichte an. Außerdem betreibt Steinheuer das Hotel Landhaus.
2015 übergab er den Posten des Küchenchefs an seinen Schwiegersohn Christian Binder, blieb aber als Küchendirektor in der Verantwortung.
Bei n-tv hatte er die Fernsehsendung Lebensart.
Steinheuer ist verheiratet und hat drei Kinder.

## Auszeichnungen
1986 wurde Steinheuers Restaurant mit dem ersten Stern im Guide Michelin ausgezeichnet. 1999 ernannte der Gault Millau Steinheuer zum „Aufsteiger des Jahres“, im gleichen Jahr verlieh der Guide Michelin den zweiten Stern an die Alte Post. 2000 zeichnete ihn der Gault Millau als „Koch des Jahres“ aus. 2010 verleiht der Gault Millau Steinheuers Küche 4 Hauben (19/20 Pkt.), die Zeitschrift Der Feinschmecker verleiht 5/5 F und Der Große Restaurant & Hotel Guide ernennt ihn zum „Koch des Jahres“.

## Mitgliedschaften
Steinheuer ist Mitglied bei den Jeunes Restaurateurs d’Europe; 1996 bis 2000 war er Präsident der Sektion Deutschland. Steinheuers Restaurant Zur Alten Post ist Mitglied bei der Vereinigung L’Art de Vivre zu dessen Präsident er im Mai 2017 gewählt wurde.

## Publikationen
- Tischdeko, Blumen, Food. Mosaik 2001, ISBN 9783576115859.
- Steinheuer – Das Kochbuch. Collection Rolf Heyne 2003, ISBN 9783899102048.
- Steinheuer – Harmonie der Aromen. Tre Torri Verlag 2008, ISBN 978-3937963792.
- mit Christian Binder: Unsere Wurzeln. Tre Torri Verlag 2018, ISBN 978-3960330295.